# 自由化
自由化（じゆうか、英語: liberalization, liberalisation）とは、一般に、それまで受けていた政府の統制から解放された状態を指し、通常、社会・経済政策の分野で使用される用語である。自由化という概念や過程はしばしば規制緩和と同様の意味で用いられる事がある。独裁体制の自由化は民主化よりも先に起こることがある（プラハの春のように、そうでないケースも存在する）。

## 法律上の概念
社会政策においては、自由化は離婚、妊娠中絶、向精神薬などを取り締まる法律の規制緩和を指す。公民権の立場からは、同性愛、同性婚、異人種間結婚、異宗婚などを禁ずる法律の撤廃を指す用語として用いられる。

## 経済上の概念
経済分野においては、自由化は経済自由化を指すことがほとんどであり、特に貿易自由化や資本市場自由化を指す事が多い。
経済自由化は民営化と結びつくことが多いが、経済自由化と民営化は異なる概念である。例として、欧州連合（EU）はガスや電気市場の自由化を実現しており競争原理 (Competition (economics)) を導入しているが、欧州の主要エネルギー企業の中にはフランスのフランス電力（EDF）やスウェーデンのヴァッテンフォールのように部分的もしくは全面的に国営の企業が存在している。
自由化、民営化された公共サービスは特に高い資本コスト、高い水、ガス、電気コストをかけた少数の大企業に集約されうる。いくつかのケースでは、大企業は法的専有状態にあるか、少なくとも一般消費者用など市場のいくつかの分野で専有状態にある。
自由化はワシントン・コンセンサスの3つの主要論点の1つ（残りの2つは民営化と安定性）である。
混成された自由化という概念も存在している。例として、ガーナでは様々な民間企業により栽培されたココアの販売が行われているが、販売しうる下限の値段が設定されており、あらゆるココアの輸出を国がコントロールしている。

## 民主化との違い
自由化と民主化は同様の概念と考えられていることが多いが、両者の間には明確な違いがある。自由化は民主化なしでも成立する概念であり、民間人に対する国有地（国有財産）の自由化と言った特定の問題に特化した政治的・社会的変化を組み合わせたものとして言及される。一方で、民主化は自由化から生じうる、より政治的に特化した概念であるが、より深いレベルの政治自由化を指す。